# Hoya paulshirleyi
Hoya paulshirleyi är en oleanderväxtart som beskrevs av T.Green och Kloppenb.. Hoya paulshirleyi ingår i släktet Hoya och familjen oleanderväxter. Inga underarter finns listade i Catalogue of Life.